# Condado de Hickman (Kentucky)
El condado de Hickman (en inglés: Hickman County), fundado en 1822, es uno de 120 condados del estado estadounidense de Kentucky. En el año 2000, el condado tenía una población de 5,262 habitantes y una densidad poblacional de 8 personas por km². La sede del condado es Clinton.

## Geografía
Según la Oficina del Censo, el condado tiene un área total de 655 km² (252,9 mi²), de la cual 632 km² (244 mi²) es tierra y 21 km² (8,1 mi²) (3.36%) es agua.

### Condados adyacentes
- Condado de Carlisle (norte)
- Condado de Graves (este)
- Condado de Weakley (Tennessee) (sureste)
- Condado de Obion (Tennessee) (sur)
- Condado de Fulton (sur)

## Demografía
Según la Oficina del Censo en 2000, los ingresos medios por hogar en el condado eran de $31,615, y los ingresos medios por familia eran $37,049. Los hombres tenían unos ingresos medios de $28,438 frente a los $18,506 para las mujeres. La renta per cápita para el condado era de $17,279. Alrededor del 17.40% de la población estaban por debajo del umbral de pobreza.

## Localidades
- Clinton
- Columbus